# 科羅尼
科羅尼是希臘伯羅奔尼撒大區的一個城鎮。科羅尼總面積105.163平方公里。根據希臘官方於2011年所做的人口普查數據顯示：居住於科羅尼的總人口數量為4366人。

## 火箭發射場
1966年至1989年間，科羅尼附近建立了發射探空火箭的設施。第一次發射於1966年5月20日進行，用於調查日環食。此枚探空火箭的發射高度達到114公里。從1972年到1989年，俄羅斯發射了多枚M-100型氣象火箭。這些火箭的發射高度達到95公里，前後總共發射了371枚火箭。

## 氣候
科羅尼屬於地中海式氣候，冬季溫和多雨，夏季炎熱乾燥。年平均氣溫為17.3°C ，每年約有737毫米的降雨量。